# Naxalbari
Naxalbari, 121 km² stort område beläget i distriktet Siliguri nära Darjeeling, i den indiska delstaten Västbengalen. Öster om Naxalbari, på andra sidan floden Mechi ligger gränsen mot Nepal. De två största städerna i området är Hatighisha och Naxalbari.
Området, som främst lever av jordbruk, såg i mitten av 1960-talet det kända Naxalbariupprorets födas bland områdets lantbruksbefolkning.